# El festí dels déus (Bijlert)
El festí dels déus és una obra del pintor neerlandès Jan van Bijlert, creada al voltant de 1635-40. Es troba al museu Magnin de Dijon.

## Història
El quadre és propietat de l'Estat francès des del 1938 com a llegat del col·leccionista Maurice Magnin (1861-1939).

## Descripció
Van Biljert va anar a Roma a principis de la dècada de 1620 i, com a altres companys d'Utrecht, Ter Brugghen, Honthorst i Baburen, va quedar impressionat per l'art de Caravaggio. Tanmateix, la seva influència gairebé havia desaparegut el 1630, quan Bijlert es va oreintar cap al classicisme.
Dins el context de la Reforma els encàrrecs de pintura per als temples havien quasi desaparegut. Van Biljert va aprofitar el tema artístic del El festí dels déus com a estratagema per versionar la Santa Cena de Leonardo.
L'obra representa un banquet que té lloc a l'Olimp per celebrar el matrimoni de Tetis, una nereida, i Peleu, rei de Ftia, al qual assisteixen molts déus de la mitologia grecoromana. Al centre es pot veure Apol·lo coronat i sostenint una lira. A la part esquerra estan representats Minerva, Diana, Mart, Venus i Amor i, al darrere, Flora, la deessa de la primavera. A la dreta hi ha Hèrcules i Neptú, així com Eris, reconeixible per la poma daurada de la discòrdia que va portar com a venjança per no haver estat convidada. En primer pla hi ha un sàtir ballant i Bacus menjant un raïm.
La part esquerra del quadre ha estat tallada, un fet que explica l'absència de certs déus, per exemple, està present el paó de Juno, però no la mateixa deessa.